# Курсёль-сюр-Мер
Курсёль-сюр-Мер (фр. Courseulles-sur-Mer) — коммуна во Франции, находится в регионе Нормандия, департамент Кальвадос, округ Кан, центр одноименного кантона. Расположена в 20 км к северу от Кана и в 22 км к востоку от Байё, на побережье Ла-Манша, в месте впадения в него реки Сёль. Популярный морской курорт. 
Население (2018) — 4 242 человека. 

## История
На территории коммуны находится часть пляжа Жюно (Juno Beach), бывшего 6 июня 1944 года одним из пяти мест высадки армий США, Великобритании, Канады и их союзников во время Второй мировой войны. 14 июня на побережье неподалёку от Курсёля высадился генерал Де Голль; в этом месте установлен крест и памятная табличка.

## Достопримечательности
- Шато Курсёль XII—XVII веков в стиле ренессанса
- Канадский культурный центр на пляже Жюно
- Немецкий бункер, танк Шерман и другие свидетельства сражений 1944 года
- Частный Музей кружев (Logis de la Dentelle), где представлены в основном нормандские кружева XIX века с включением золотых и серебряных нитей.

## Экономика
Структура занятости населения:
- сельское хозяйство — 2,4 %
- промышленность — 7,2 %
- строительство — 10,0 %
- торговля, транспорт и сфера услуг — 50,0 %
- государственные и муниципальные службы — 30,3 %.

Уровень безработицы (2017) — 15,3 % (Франция в целом —  13,4 %, департамент Кальвадос — 12,5 %). 

Среднегодовой доход на 1 человека, евро (2018) — 21 970 (Франция в целом — 21 730, департамент Кальвадос — 21 490).

## Демография
Динамика численности населения, чел.

## Администрация
Пост мэра Курсёль-сюр-Мера с 2008 года занимает Анн-Мари Филиппо (Anne-Marie Philippeaux). На муниципальных выборах 2020 года возглавляемый ею правый список победил в 1-м туре, получив 53,07 % голосов.
| Период | Период | Фамилия          | Партия                                                       | Примечания                                                                        |
| ------ | ------ | ---------------- | ------------------------------------------------------------ | --------------------------------------------------------------------------------- |
| 1961   | 1976   | Жан-Пьер Бодар   | Радикальная левая партия                                     | член Генерального совета департамента                                             |
| 1977   | 2008   | Жан-Мари Сеюс    | Объединение в поддержку Республики Союз за народное движение | член Генерального совета департамента, член Регионального совета Нижней Нормандии |
| 2008   | 2020   | Фредерик Пуйе    | Разные правые                                                | подполковник пожарной службы                                                      |
| 2020   |        | Анн-Мари Филиппо | Разные правые                                                | территориальный директор                                                          |

## Города-побратимы
- Дартмут, Великобритания
- Гольдбах, Германия
- Риго, Канада

## Знаменитые уроженцы
- Рене Эммануэль Батон (1879—1940) — композитор и дирижер.

## Галерея
- Шато Курсёль
- Старинная мельница на берегу Сёля
- Американский танк Шерман

1. 1 2  база данных о французских коммунах — Национальный географический институт Франции, 2015.